# Quận Appling, Georgia
Quận Appling là một quận trong tiểu bang Georgia, Hoa Kỳ. Quận lỵ đóng ở thành phố Baxley 6. Theo điều tra dân số năm 2000 của Cục điều tra dân số Hoa Kỳ, quận có dân số 17419 người 2. Năm 2009, ước tính dân số là 17.496 người.
Quận Appling được đặt tên theo Trung tá Daniel Appling, một người lính trong chiến tranh năm 1812.
Quận Appling là quận thứ 42 được tạo ra ở Georgia, được thành lập bởi một đạo luật của Đại hội Georgia ngày 15 tháng 12 năm 1818. Các quận hạt ban đầu bao gồm vùng đất Creek nhượng lại trong Hiệp ước năm 1814 hiệp ước Fort Jackson và Hiệp ước Creek Agency năm 1818.

## Địa lý
Theo Cục điều tra dân số Hoa Kỳ, quận có tổng diện tích 512 dặm vuông (1.326 km ²), trong đó, 509 dặm vuông (1.317 km ²) là đất và 4 dặm vuông (9 km ²) của nó (0,70%) là diện tích mặt nước.

## Thông tin nhân khẩu
Theo điều tra dân số 2 năm 2000, quận đã có dân số 17.419 người, 6.606 hộ, và 4.855 gia đình sống trong quận. Mật độ dân số là 34 người cho mỗi dặm vuông (13/km ²). Có 7.854 đơn vị nhà ở với mật độ trung bình là 15 cho mỗi dặm vuông (6/km ²). Cơ cấu chủng tộc của dân cư quận gồm 76,79% người da trắng, 19,59% da đen hay Mỹ gốc Phi, 0,21% người Mỹ bản xứ, 0,30% người châu Á, 0,01% người đảo Thái Bình Dương, 2,49% từ các chủng tộc khác, và 0,61% từ hai hoặc nhiều chủng tộc. 4,55% dân số là người Hispanic hay Latino thuộc chủng tộc nào.
Có 6.606 hộ, trong đó 34,50% có trẻ em dưới 18 tuổi sống chung với họ, 56,60% là các cặp vợ chồng sống với nhau, 12,50% có chủ hộ là nữ không có mặt chồng, và 26,50% là không lập gia đình. 23,20% của tất cả các hộ gia đình đã được tạo thành từ các cá nhân và 9,80% có người sống một mình 65 tuổi trở lên đã được người. Bình quân mỗi hộ là 2,60 và cỡ gia đình trung bình là 3,04.
Trong quận dân số có độ tuổi với 27,10% ở độ tuổi dưới 18, 9,00% 18-24, 28,50% 25-44, 23,50% 45-64, và 11,80% 65 tuổi trở lên. Tuổi trung bình là 35 năm. Cứ mỗi 100 nữ có 97,10 nam giới. Cứ mỗi 100 nữ 18 tuổi trở lên, đã có 93,30 nam giới.
Thu nhập trung bình cho một hộ gia đình trong quận đã được $ 30.266, và thu nhập trung bình cho một gia đình là $ 34.890. Nam giới có thu nhập trung bình $ 27.753 so với 18.148 $ cho phái nữ. Thu nhập trên đầu cho các quận được $ 15.044. Giới 14,90% gia đình và 18,60% dân số sống dưới mức nghèo khổ, trong đó có 23,90% những người dưới 18 tuổi và 24,40% có độ tuổi từ 65 trở lên. 